# Frida Zetterström
Frida Andersdotter Zetterström, född 14 juni 1975 i Göteborg, är en svensk frilansjournalist, radiopratare, dokusåpadeltagare och programledare. Zetterström vann den 22 mars 2008 SVT-programmet TV-stjärnan och fick därmed sitt eget 30-minutersprogram på kanalen som sändes 28 maj 2008. Zetterström har också varit radiopratare på Sveriges Radio P4 samt programledare för Vi i femman 2012. Hon jobbar även som stylist.